# كفر خاشر
كفر خاشر قرية سوريّة تتبع إداريّاً لمحافظة حلب منطقة أعزاز ناحية مركز أعزاز، بلغ تعداد سكانها 246 نسمة حسب التعداد السكاني لعام 2004.